# Малмарив
Малмарив (Malmariv) — океанийский язык, на котором говорят на острове Эспириту-Санто в Вануату. Имеет две разновидности: мерей и тиале.

## Разновидности
- На мерей (Lametin, Merei) говорят между реками Лапе и Ора, севернее города Мороуас, в центральной части Эспириту-Санто. Мужское население и школьники также используют бислама[источник не указан 4025 дней].
- На тиале (Malmariv, Tiale) говорят на севере центральной части острова Эспириту-Санто.